# Nord-Odal
Nord-Odal là một đô thị ở hạt Hedmark, Na Uy.
Giáo khu Nordre Odalen được lập thành đô thị ngày 1 tháng 1 năm 1838 (xem formannskapsdistrikt).
Tên đô thị này có nghĩa là Bắc Odal. Nord-Odal nằm ở quanh rìa bắc của hồ Storsjøen, bắc giáp Stange, đông giáp Åsnes và Grue, nam giáp Sør-Odal và Nes, tây giáp Eidsvoll.

## Người nổi tiếng từ Nord-Odal
- Sigurd Hoel, nhà văn
- Jan Werner Danielsen, ca sĩ
- Lasse Sætre, vận động viên trượt băng